# Vespins
Els vespins (Vespinae) són una subfamília d'himenòpters apòcrits de la família dels vèspids. Són vespes eusocials com els membres de la subfamília Polistinae. L'excepció són les vespes paràsites que no tenen castes i que dipositen els seus ous en els nius d'altres espècies.

## Biologia

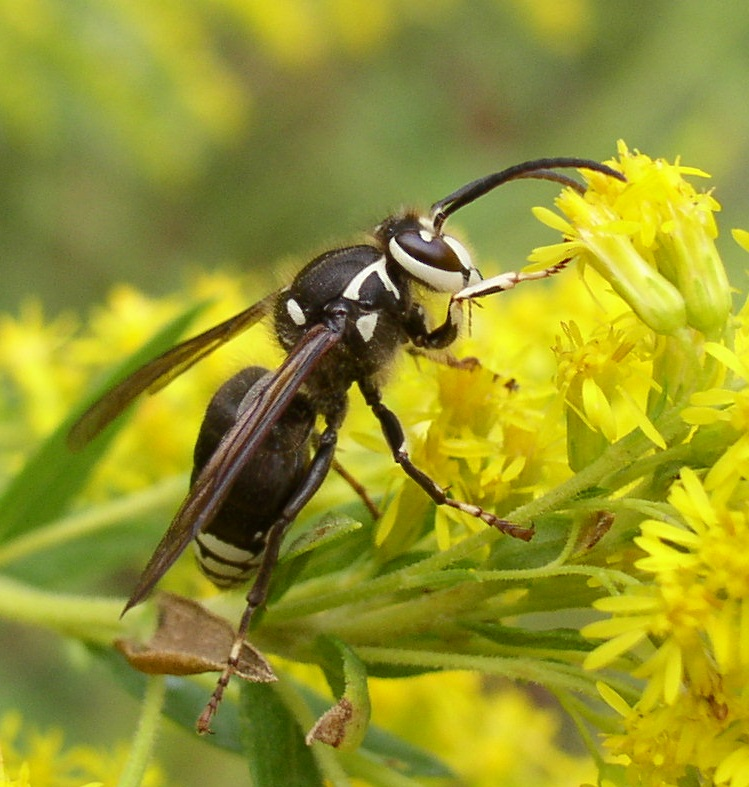
Dolichovespula maculata

La socialització en els vespins està més desenvolupada que en polistins, les castes estan més diferenciades en grandària i morfologia i les colònies tendeixen a ser més grans. La colònia és fundada per una sola reina.
Els nius són de paper, fet de fibres de fusta mastegades. Els ruscs estan protegits per una paret protectora de diverses capes. De vegades, aquesta capa és molt rudimentària si el niu està dins d'una cavitat. Els nius dels vespins poden estar construïts en branques d'arbres, en cavitats, com ara troncs buits, o poden ser subterranis. El niu no es torna a usar a l'any següent.
Durant la fase de fundació de la colònia, la reina realitza totes les tasques però després que la primera ventrada madura, la reina no surt més a buscar menjar i es dedica només a pondre ous. Els primers ous són de femelles estèrils destinades a ser obreres, però al final de l'estació es produeixen mascles i reines, que són criats en cel·les més grans. L'aliment de les larves inclou una gran varietat d'artròpodes i fins i tot carn d'animals morts.
N'hi ha diverses espècies paràsites. En Dolichovespula adulterina i Vespula austriaca les femelles envaeixen els nius d'altres espècies del seu mateix gènere, maten la reina i obliguen a les obreres a cuidar les seves larves. Una altra espècie, Vespula squamosa, és paràsita facultativa, és a dir que de vegades inicia una colònia pròpia i altres usurpa els nius de vespes d'una espècie emparentada, Vespula maculifrons. A més, hi ha molts casos d'usurpació intraespecífica de nius, és a dir, dins d'una mateixa espècie.

## Distribució geogràfica
Aquesta subfamília es troba en tots els continents tret de l'Antàrtida. Hi ha algunes espècies que han estat introduïdes en territoris fora de la seva distribució natural i algunes han esdevingut serioses palgues.

## Taxonomia
Els vespins inclouen quatre gèneres:
- Dolichovespula
- Provespa
- Vespa
- Vespula

Els quatre gèneres estan presents a la península Ibèrica, però Vespa és l'únic que viu als Països Catalans.